# 국가를 당사자로 하는 계약에 관한 법률
국가를 당사자로 하는 계약에 관한 법률 혹은 국가계약법은 국가를 당사자로 하는 계약에 관한 기본적인 사항을 정함으로써 계약업무를 원활하게 수행할 수 있도록 함을 목적으로 하는 대한민국의 법률이다. 전문개정은 2012.12.18.에 되었으며 적용 범위는 국제입찰에 따른 정부조달계약과 국가가 대한민국 국민을 계약상대자로 하여 체결하는 계약[세입(歲入)의 원인이 되는 계약을 포함한다] 등 국가를 당사자로 하는 계약에 대하여 적용한다.

## 판례
국가를 당사자로 하는 계약에 관한 법률 및 동법시행령상의 낙찰자 결정기준에 관한 규정은 국가의 내부규정에 그치며 동법령에 의해 행정청이 행한 낙찰자결정은 입찰과 낙찰행위가 있은 후에 더 나아가 본 계약을 따로 체결한다는 취지로서 계약의 편무예약에 해당한다

## 참고 문헌
- 법제처 법률해설
- 건설경제 편집부, 국가계약법령집 2010, 전2권, 건설경제, 2010. ISBN 9788977650701